# ネスコム バラク
ネスコム バラク
- 用途：無人攻撃機
- 設計者：ネスコム
- 製造者：ネスコム
- 運用者： パキスタン
- 運用状況：現役

ネスコム バラク（英語:NESCOM Burraq）は、パキスタンのネスコム（National Engineering & Scientific Commission）とパキスタン空軍によって開発された、中高度・長時間滞空型（MALE）の無人攻撃機（UCAV）である。

## 概要
パキスタンは、アフガニスタンとの国境地域で活動するアメリカ軍の無人攻撃機に着目し、アメリカに「MQ-1 プレデター」または「MQ-9 リーパー」の輸出を要請したが、許可を得ることができなかった。このためパキスタンは自国開発に舵を切り、その結果開発されたのがバラクである。開発は2009年頃から開始され、2013年から量産が開始されたとみられている。
バラクの機体は、ネスコムがライセンス生産している中国製の「彩虹-3（CH-3）」によく似ており、製造メーカーである中国航天空気動力技術研究院が関与したとも報じられている。また、彩虹-3のライセンス生産品そのものだとする見方もあるが、パキスタン軍は独自開発であるとしている。このほか、真偽は定かではないものの、作戦中に墜落してパキスタン軍に回収された、アメリカ軍のMQ-1の残骸を参考にしているとの見方も存在する。
2012年頃には、パキスタンの無人攻撃機開発は高精度の照準装置と精密誘導兵器を欠いているために難航していると報じられていたが、2015年3月13日にパキスタン製の「ブラク（Burq）」レーザー誘導ミサイルの発射試験に成功した。ただしこちらも、中国製の「AR-1」ミサイルと同一ではないかという見方がある。
性能諸元は、最高速度215km/h、航続距離1,000km、運用高度7,500mで、「ブラク」ミサイル2発を搭載可能とされている。また、パキスタン軍の報道官は「あらゆる天候で運用でき、ピンポイントの精密性を有する」と説明している。

## 運用
バラクは2013年11月25日にパキスタン陸軍とパキスタン空軍に配備された。2014年10月にはターリバーン勢力との戦闘で偵察任務に初投入された。2015年9月7日、パキスタン軍の報道官は、バラクが連邦直轄部族地域（当時）にある過激派の施設への攻撃に投入されたことを発表した。その後も複数回の戦闘に投入されている。